# Mark 15 (核爆弾)
Mark 15はアメリカ合衆国が開発した核爆弾。水素爆弾であり、前作のMark 14が約31,000ポンド（約14t）もの重量があったのに対し、7,600ポンド(3.4t)と大幅に軽量化され、実用性が増している。

## 概要
固形重水素化リチウムを核物質として用いた実用核融合兵器である。テラー・ウラム型によるステージ化された構造となっている。核融合兵器としては初期のものであり、核出力の多くは高濃縮ウランの核分裂反応からもたらされる。これはプライマリーの原子爆弾のほか、セカンダリーの核融合物質を囲っているタンパーが核融合反応によって発生した中性子を受けて核分裂反応を起こすことによる。
Mark 15の大きさは直径34.4-35インチ、長さは136-140インチであった。空中爆発のほか、触発、レイダウン投下用の信管を有する。1955年から1957年にかけて生産され、1,200発が生産された。1961年より退役を開始し、1965年には退役した。核弾頭としてSM-62 スナーク巡航ミサイルやPGM-11 レッドストーン弾道ミサイル用にW15も計画されたが、これは1957年に開発中止となった。Mark 15の発展型としてMark 39が1957年に開発されている。

## 各型
- Mod1：原型であるZombie装置に付けられた名称。核実験であるキャッスル・ネクター作戦で用いられた。核出力は1.69Mt。
- Mod2：実験装置であるTX-15-X1装置に付けられた名称。核実験であるレッドウイング・チェロキー作戦で用いられた。核出力は3.8Mt。
- Mod3
- TX-15-X3：Mark 39に発展